# Vera Fokina
Pour les articles homonymes, voir Fokina.
Vera Fokina (née Vera Petrovna Antonova le 3 août 1886 et morte à New York le 29 juillet 1958) est une danseuse russe.

## Biographie
Elle étudie la danse à l'école des Théâtres impériaux de Saint-Pétersbourg et intègre le Théâtre Mariinsky en 1904.
L'année suivante, elle épouse Michel Fokine et danse avec lui dans la compagnie des Ballets russes de Serge de Diaghilev, puis à Stockholm, à Copenhague et aux États-Unis.
En 1910, elle crée les rôles de Carnaval, de L'Oiseau de feu et de Shéhérazade.

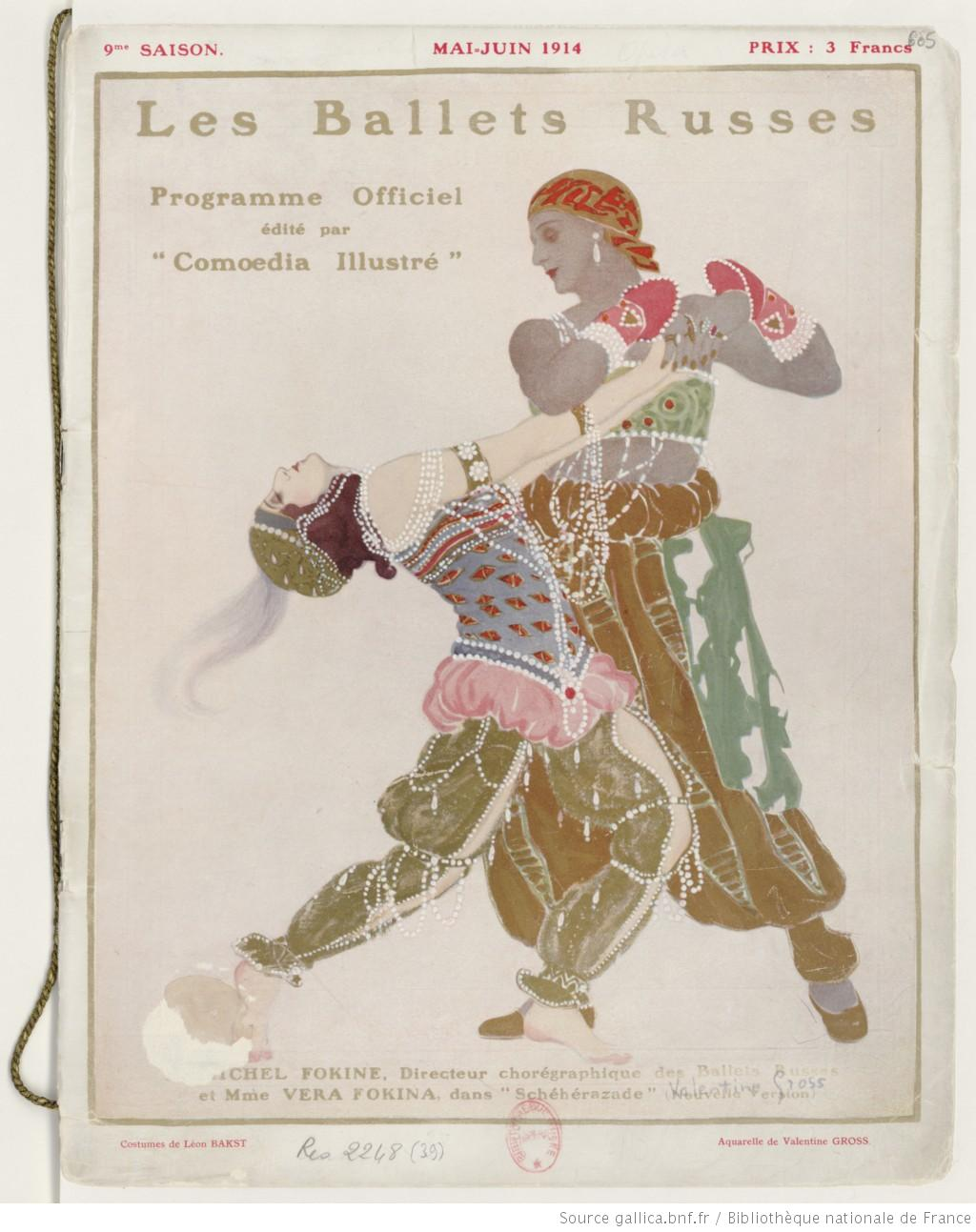
Programme des Ballets russes, 1913
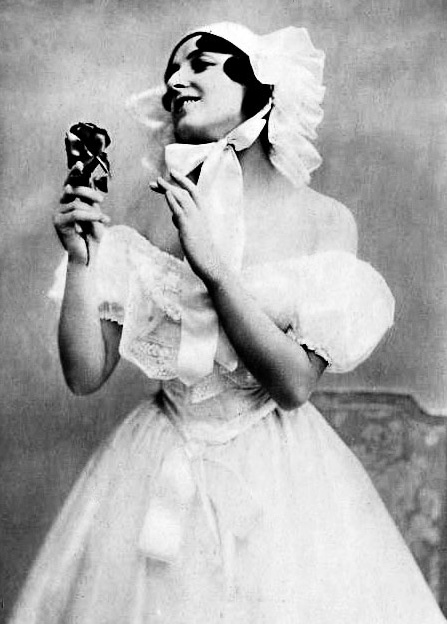
Vera Fokina dans Le Spectre de la rose (vers 1920)
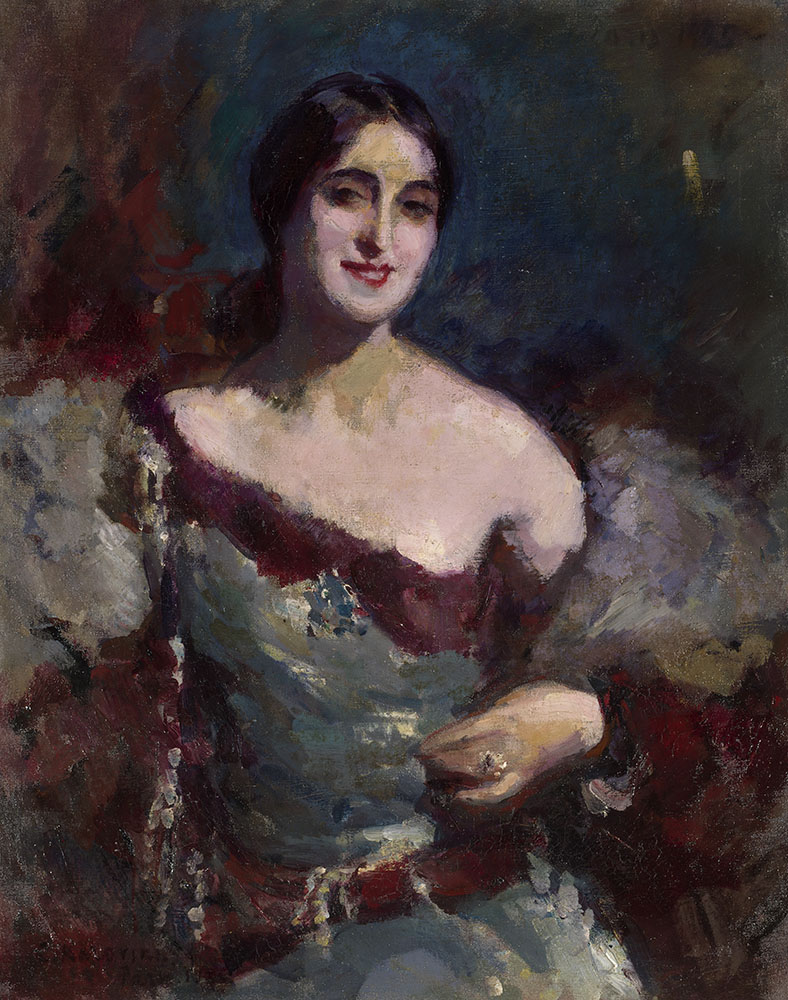
Vera Fokina par Constantin Korovine